# 김세희 (근대5종 선수)
김세희(1995년 11월 28일~)는 대한민국의 근대5종 선수이다. 2018년 아시안 게임 여자 개인전에서 은메달을 획득하였다. 동생인 김세동도 근대5종 선수이다.

## 경력
수영 선수였던 김세희의 달리기 실력이 좋은 것을 알아본 코치가 근대5종에 도전해 보라고 권유했다고 하다. 김세희 자신도 5가지 스포츠를 모두 하는 근대5종에 매료되어 근대5종으로 종목을 바꿨다. 2018년 2018 아시안 게임에서 은메달을 목에 걸었다.
주요 경기에는 2021년 이집트 카이로에서 열린 2021 5종 및 레이저 런 세계 선수권 대회 혼성 계주 경기에서 서창완 선수와 함께 금메달을 획득했다. 이 경기로 2020도쿄올림픽 출전권을 따냈다.
카이로 대회가 끝난 뒤 김세희는 “올림픽 직전 마지막 경기인 세계선수권에서 금메달을 딴 것을 매우 기쁘게 생각하며, 도쿄올림픽에서도 좋은 성적을 낼 수 있도록 최선을 다하겠다”는 포부를 밝혔다.
“처음에는 열심히 하는 사람으로 기억되는 것이 목표였다. 하지만 이제는 역사적인 현대 5종 선수가 되고 싶습니다.” 